# لبوگانگ ماشیل
لبوگانگ ماشیل (زاده ۷ فوریه ۱۹۷۹) بازیگر، نویسنده و شاعر نمایشی (شاعر مجری) اهل آفریقای جنوبی متولد آمریکا است.

## زندگی
ماشیل، دختر پدر و مادری که از آفریقای جنوبی تبعید شده بودند، در ایالات متحده، در شهر پاوتاکتِ رود آیلند، به دنیا آمد.او در اواسط دهه ۱۹۹۰، پس از پایان دوره آپارتاید، به آفریقای جنوبی بازگشت.ماشیل تحصیل در رشته حقوق و روابط بین‌الملل را در دانشگاه ویتواترزند آغاز کرد، اما به مرور علاقه بیشتری به هنر پیدا کرد. او به همراه میشا جنکینز، نتسیکی مازوای و ناپو ماشن، گروه شعری به نام «فیله سیستا» تأسیس کرد.
او در سال ۲۰۰۴ در فیلم «هتل رواندا» حضور یافت و در چندین تولید تئاتری، از جمله نمایش «Threads» که ترکیبی از رقص، موسیقی و شعر بود، ایفای نقش کرد. همچنین، او یک آلبوم اجرای زنده شامل موسیقی و شعر با عنوان «(زندگی کن لبو ماشیل)Lebo Mashile Live» ضبط کرد. علاوه بر این، او تهیه‌کننده و مجری برنامه مستند «(نمایش ال) L’Attitude» در شبکه SABC 1 بود و همچنین مجری یک نمایش بازی به نام «(خط‌ها رو نقاشی کن) Drawing the Line» در شبکه SABC 2 شد.
در سال ۲۰۰۵، او اولین مجموعه شعر خود را با عنوان «در روبانی از ریتم» منتشر کرد که در سال ۲۰۰۶ جایزهٔ نوما را برای آن دریافت کرد.او همچنین در کتاب «فراتر از کلمات: شاعرانهٔ آفریقای جنوبی» (انتشارات با چشم‌های متحرک، ۲۰۰۹) در کنار شاعرانی همچون کیوراپتس کگوسیستیل، دان ماترا و فیلیپا یا د ویلیرز حضور یافت. علاوه بر این، او در گلچین سال ۲۰۱۹ با عنوان «دختران جدید آفریقا» که توسط مارگارت بازبی ویرایش شده بود، مشارکت داشت.
ماشیل نوازنده و نویسنده، ماجولا را در سال ۲۰۱۶ یک EP منتشر کرد.

## جوایز و افتخارات
ماشیل توسط مجلهٔ کازموپالیتین به عنوان یکی از زنان برجستهٔ آفریقای جنوبی در سال ۲۰۰۵ انتخاب شد و همچنین توسط روزنامه میل و گاردین در سال‌های ۲۰۰۶، ۲۰۰۷ و ۲۰۰۹ به عنوان یکی از ۱۰۰ جوان برتر آفریقای جنوبی معرفی گردید. در سال ۲۰۰۶، او توسط روزنامهٔ The Star در فهرست سالانهٔ ۱۰۰ فرد برتر به عنوان شخصیت برتر تلویزیون شناخته شد. در سال ۲۰۰۷، او جایزهٔ سیتی پرس/راپورت برای زن پرستیژ را دریافت کرد و در سال ۲۰۱۰ نیز توسط مجله‌ی گلامور در ردهٔ هنر و فرهنگ به عنوان زن سال انتخاب شد. ماشیل در سال ۲۰۱۱ توسط مجلهٔ آفریقای جدید به عنوان یکی از ۱۰۰ آفریقایی برتر معرفی شد و در سال ۲۰۱۲ جایزهٔ سفیر هنر را در مراسم افتتاحیهٔ جوایز وزات امنیت ملی آفریقای جنوبی برای زنان آفریقای جنوبی در عرصهٔ هنر دریافت کرد. او همچنین در مراسم افتتاحیهٔ پارلمان در سال ۲۰۰۹ به اجرا پرداخت. از او به‌عنوان «احتمالاً اولین نامی که با فکر کردن به یک نویسندهٔ زن که امواج بزرگی در دنیای شعر ایجاد می‌کند، به ذهن می‌رسد» یاد شده است.

## آثار برگزیده
- در روبانی از ریتم، شعر (کتاب اوشون، ۲۰۰۵،شابک ‎۹۷۸۱۷۷۰۰۷۰۴۵۵)
- پرواز بر فراز آسمان، شعر (چشم‌انداز آفریقا، ۲۰۰۸،شابک ‎۹۷۸۰۶۲۰۴۱۲۴۱۴)